# NGC 3271
NGC 3271 is een lensvormig sterrenstelsel in het sterrenbeeld Luchtpomp. Het hemelobject werd op 1 mei 1834 ontdekt door de Britse astronoom John Herschel.

## Synoniemen
- IC 2585
- ESO 375-48
- MCG -6-23-44
- AM 1027-350
- PGC 30988